# Völkerrechtlicher Vertrag
Ein völkerrechtlicher Vertrag (auch: völkerrechtliches oder internationales Abkommen oder Übereinkommen) ist eine „ausdrückliche oder konkludente Willenseinigung zwischen zwei oder mehreren Völkerrechtssubjekten, durch welche völkerrechtliche Rechte und Pflichten begründet werden“. Geläufig sind nach seinem Inhalt und den übereinstimmenden Willensäußerungen der Vertragsparteien auch die Begriffe Charta, Konvention, Statut, Übereinkunft und Vereinbarung. Ein verbindlicher völkerrechtlicher Vertrag setzt – analog zum Vertrag im Privatrecht – die Handlungsfähigkeit der Partner, also zumindest eine beschränkte Völkerrechtsfähigkeit der beteiligten Rechtssubjekte voraus. Das entspricht im Allgemeinen dem Konzept eines Staates, daher spricht man von Vertragsstaaten für die Vertragspartner, es gibt aber auch andersartige völkerrechtliche Subjekte.
Völkervertragsrecht bildet neben Völkergewohnheitsrecht und allgemeinen Rechtsgrundsätzen „heute die wichtigste Rechtsquelle des Völkerrechts (siehe Art. 38 lit. a IGH-Statut)“. Die Rechtswissenschaftlerin Anne Peters erläutert: „Weil es im Völkerrecht keinen zentralen Gesetzgeber gibt, fungieren die völkerrechtlichen Verträge, insbesondere die multilateralen Verträge (‚Weltordnungsverträge‘), als ‚Gesetze‘ der internationalen Gemeinschaft.“

## Arten von völkerrechtlichen Verträgen

### Rechtsgeschäftliche und rechtsetzende völkerrechtliche Verträge
Die Unterscheidung zwischen rechtsgeschäftlichen und rechtsetzenden völkerrechtlichen Verträgen erfolgt nach dem Inhalt des völkerrechtlichen Vertrags. Rechtsgeschäftliche völkerrechtliche Verträge regeln ein konkretes Rechtsverhältnis zwischen den beteiligten Staaten, ohne den Staatsbürger direkt zu betreffen. Rechtsetzende völkerrechtliche Verträge halten generell-abstrakte Rechtsnormen fest, die das Verhalten der Bürger regeln. Generell-abstrakt bedeutet, dass sich der Erlass nicht auf einen näher bestimmten Personenkreis und auf eine unbestimmte Menge konkreter Sachverhalte bezieht.

### Unmittelbar und nicht unmittelbar anwendbare völkerrechtliche Verträge
Rechtsetzende völkerrechtliche Verträge können in unmittelbar anwendbare (engl. self-executing treaties) und nicht unmittelbar anwendbare völkerrechtliche Verträge (engl. non-self-executing treaties) unterteilt werden. Erstere enthalten Rechtsnormen, die so klar definiert und hinreichend bestimmt sind, um als Grundlage eines Rechtsaktes zu dienen; sie sind justiziabel. Sie begründen Rechte und Pflichten und müssen durch die rechtsanwendenden Behörden unmittelbar beachtet werden; eine Umsetzung in innerstaatliches Recht durch den Gesetzgeber ist nicht notwendig. Beispiele hierfür sind die durch die Europäische Menschenrechtskonvention gewährten Grundrechte oder die direkte Anwendbarkeit von Art. 14 Abs. 1 lit. b des Übereinkommens gegen den Menschenhandel. Die nicht unmittelbar anwendbaren völkerrechtlichen Verträge enthalten dagegen lediglich die Verpflichtung für die Vertragsparteien, die vereinbarten Normen innerstaatlich umzusetzen; deswegen richten sie sich oft an die Legislative, wohingegen justiziable Verträge an die Exekutive und an die Judikative gerichtet sind. Die festgelegten Normen können somit nicht direkt angewendet werden und verschaffen deswegen auch keine individuellen Rechtsansprüche.
Die Unterscheidung zwischen unmittelbar und nicht unmittelbar erfolgt von Einzelfall zu Einzelfall. Ein hohes Individualschutzinteresse spricht eher für die direkte Anwendbarkeit. Eher dagegen sprechen große Auswirkungen für den gesamten Staat, das Vorliegen komplexer Verhältnisse sowie größere finanzielle Auswirkungen. Die beiden Unterscheidungsmöglichkeiten schließen sich nicht gegenseitig aus. Am Beispiel der Kinderrechtskonvention ist zu sehen, dass dieser völkerrechtliche Vertrag sowohl unmittelbar anwendbare als auch nicht unmittelbar anwendbare Vorschriften enthält. So ist Art. 3 Absatz 1 direkt anwendbar, in Art. 4 steht aber: „Die Vertragsstaaten treffen alle geeigneten Gesetzgebungs-, Verwaltungs- und sonstigen Massnahmen zur Verwirklichung der in diesem Übereinkommen anerkannten Rechte.“ Das heißt, dass auf Basis dieses Artikels Normen zu erlassen sind.

## Vertragsverhandlungen und -unterzeichnung
Völkerrechtliche Verträge werden meist zunächst von Diplomaten in ständigem Kontakt mit ihren Regierungen ausgehandelt. Wenn Einigkeit über den Vertragswortlaut besteht, werden sie von den Unterhändlern paraphiert und danach z. B. von Regierungsmitgliedern oder entsprechend bevollmächtigten Personen unterzeichnet. Bei bilateralen Verträgen werden die vertragsschließenden Parteien in der Urschrift alternierend genannt (Alternat).

## Internationales Vertragsrecht
Das Wiener Übereinkommen über das Recht der Verträge, WVK (Vienna Convention on the Law of Treaties, VCLT) vom 23. Mai 1969 schrieb das bisherige Völkerrecht zu Verträgen fest und ergänzte es nur geringfügig. Dennoch haben etwa die USA diese Konvention, die am 27. Januar 1980 in Kraft getreten ist, nicht ratifiziert, doch fühlen sie sich, insoweit sie nur Ausformulierung vorher bestehenden Rechtes ist, daran gebunden.
Die WVK enthält Bestimmungen zum Abschluss und Inkrafttreten, der Einhaltung, Anwendung und Auslegung, der Änderung und Modifikation sowie zur Ungültigkeit, Beendigung und Suspendierung von völkerrechtlichen Verträgen zwischen Staaten.

### Inkrafttreten
Wann ein völkerrechtlicher Vertrag in Kraft tritt, hängt von den Einzelumständen ab. Dabei sind innerstaatliche Voraussetzungen völkerrechtlich irrelevant (es sei denn, der Vertrag bestimmt etwas anderes), sodass es auf eine Zustimmung der innerstaatlich zuständigen Organe völkerrechtlich nicht ankommt.
In der Regel muss ein völkerrechtlicher Vertrag ratifiziert werden, bevor er in Kraft treten kann. Er wird erst wirksam, wenn zuvor die Parlamente oder die Bevölkerung in einer Volksabstimmung ihre Zustimmung gegeben haben. Eine Ratifikation ist die völkerrechtlich verbindliche Erklärung des Abschlusses einer internationalen Übereinkunft durch die Vertragsparteien, wobei dies durch das völkerrechtlich zuständige Organ, welches den Staat nach außen vertritt (dies sind regelmäßig Staatsoberhäupter oder Staats- und Regierungschefs), oder dazu völkerrechtlich bevollmächtigte Personen geschieht. Letzteren, wie etwa dem Außenminister auf dem Gebiet der Regierungsübereinkünfte und Ressortabkommen, hat das Staatsoberhaupt hierzu seine Rechte übertragen.
Zumeist ist im Vertrag selbst bestimmt, wann er in Kraft tritt. Dies hängt bei einem multilateralen Vertrag oft (aber nicht stets) vom Erfordernis einer bestimmten Anzahl von Ratifikationen ab, nach deren Vorliegen der Vertrag in Kraft tritt. Fehlt eine Regelung über das Inkrafttreten im Vertrag, so tritt er erst dann in Kraft, wenn die Zustimmung aller Verhandlungsstaaten vorliegt.
Tritt ein Staat einem bereits in Kraft getretenen Vertrag nachträglich bei, so tritt der Vertrag mit dem Beitritt für diesen Staat in Kraft, es sei denn, im Vertrag selbst ist etwas anderes bestimmt. Dieser Beitritt wird Akzession genannt, das Hinterlegen einer Akzessionsurkunde kommt der Ratifikation gleich.

### Außerkrafttreten, Kündigung und Suspendierung
Ein Vertrag tritt außer Kraft, wenn er durch im Vertrag festgeschriebene Ziele oder Befristung als endgültig erfüllt gilt. Das WVK schreibt fest, dass es Staaten freisteht, bei Einvernehmen zwischen allen Vertragsparteien einen Vertrag jederzeit aufzukündigen oder einzelnen Vertragsparteien einen Rücktritt zu ermöglichen. Ohne dieses Einvernehmen ist unilateral nur in wenigen Fällen ein Rücktritt möglich, falls der Vertrag keine eigenen Bestimmungen hierzu enthält.
Als Grund für einen unilateralen Rücktritt von einem völkerrechtlichen Vertrag kann angeführt werden, dass auf den Staat oder seine Vertreter Zwang zum Vertragsabschluss ausgeübt wurde (Art. 51–52 WVK). Während diese Bestimmung nicht eingeschränkt werden kann, können zu den weiteren Gründen im Einzelnen Vertragsklauseln vereinbart werden, in denen ausdrücklich geregelt wird, dass der Vertrag unbeachtet in Kraft bleibt. Diese Gründe sind: Irrtum über den Vertragsinhalt, wenn der Unterzeichnende nicht vom Staat ausreichend bevollmächtigt wurde, Betrug, Bestechung, erhebliche Vertragsverletzung durch anderen Vertragspartner, sowie grundlegende Änderung der Umstände (Art. 46–50, 60, 62 WVK).
Durch Kriegsausbruch werden multilaterale Staatsverträge zwischen den Kriegführenden suspendiert.

## Nationale Verfahren

### Deutschland
Art. 32 des Grundgesetzes regelt die auswärtigen Beziehungen der Bundesrepublik Deutschland. Er lautet wie folgt:
(1) Die Pflege der Beziehungen zu auswärtigen Staaten ist Sache des Bundes.
(2) Vor dem Abschlusse eines Vertrages, der die besonderen Verhältnisse eines Landes berührt, ist das Land rechtzeitig zu hören.
(3) Soweit die Länder für die Gesetzgebung zuständig sind, können sie mit Zustimmung der Bundesregierung mit auswärtigen Staaten Verträge abschließen.
Strittig ist, inwiefern den Ländern Kompetenzen zum Abschluss von Verträgen im Sinne des Völkerrechts zukommen sollen. Rechtliche Relevanz erlangt dieser Streit, wenn es um die Umsetzung völkerrechtlicher Verträge innerhalb Deutschlands geht. Der Bund kann zwar Verträge für ganz Deutschland schließen, die Umsetzung obliegt jedoch gemäß Art. 30 GG den Ländern, soweit keine andere Regelung vorgesehen ist. Verweigert ein Bundesland die Umsetzung, kann es zum Vertragsbruch und zu völkerrechtlichen Sanktionen kommen, die den gesamten Staat betreffen.
Die sogenannte Berliner Lösung, die vom Bund und dem Land Berlin vertretene Ansicht, spricht dem Bund umfassende Abschluss- und Transformationskompetenz zu. Die Süddeutsche Lösung hingegen, getragen von Baden-Württemberg, Bayern, Hessen und Nordrhein-Westfalen, bejaht die Vertragskompetenz des Bundes nur für die dem Bund zugewiesenen Sachmaterien. Die Norddeutsche Lösung als vermittelnde Ansicht von Bremen, Hamburg, Niedersachsen und Schleswig-Holstein gesteht dem Bund zwar umfassende Rechte zum Abschluss völkerrechtlicher Verträge zu, die Umsetzung des Vertrages in innerstaatliches Recht sei jedoch alleinige Sache der Länder. Ein Kompromiss wurde schließlich durch das Lindauer Abkommen von 1957 getroffen. Danach hat der Bund die Kompetenz zum Abschluss völkerrechtlicher Verträge auch im Bereich der Gesetzgebungszuständigkeit der Länder. Allerdings ist der Bund verpflichtet, vor Vertragsabschluss die Zustimmung der Länder einzuholen. Dies sichert die Umsetzung des Vertrages durch die Länder.
In einer Reihe von internationalen Abkommen bestehen Bundesstaatsklauseln, die Konflikte zwischen Bund und Gliedstaaten vermeiden sollen.

#### Mehrphasiges Verfahren
Der Bundespräsident vertritt die Bundesrepublik Deutschland völkerrechtlich (Art. 59 Abs. 1 Satz 1 GG). Die Einleitung und Verhandlungen zu völkerrechtlichen Verträgen obliegen jedoch ausschließlich der Bundesregierung, die die politischen Ziele und Inhalte des Vertrages bestimmt. Somit muss der Bundespräsident dem Bundeskanzler beziehungsweise dem Bundesaußenminister als Unterhändler der Bundesrepublik Deutschland zunächst eine Vollmacht über die völkerrechtliche Vertretung Deutschlands erteilen.
Aus dem Artikel 7 Abs. 2 der Wiener Vertragsrechtskonvention (WVRK) ergibt sich, dass grundsätzlich die Staatsoberhäupter, Regierungschefs und Außenminister als vertretungsbefugt anzusehen sind. Die Unterhändler der Völkerrechtssubjekte handeln den Vertragstext aus. Im Anschluss erfolgt die Paraphierung des Vertragstextes durch die Unterhändler; zuweilen kommt es wegen der politischen Bedeutung eines Vertrages zur Paraphierung und einer anschließenden Unterzeichnung durch andere Staatsorgane. Durch diese Unterzeichnung oder jene mit den Initialen (Paraphen) der Vertragshändler wird bestätigt, dass der unterzeichnete Text authentisch und endgültig ist, also dem ausgehandelten entspricht, und nicht mehr einseitig abgeändert werden kann.
Im innerstaatlichen Zustimmungsverfahren gemäß Art. 59 Abs. 2 Satz 1 GG wird (ggf. unter Mitwirkung) von Bundesrat und Deutschem Bundestag ein Bundesgesetz in Form eines Vertragsgesetzes (oder „Zustimmungsgesetzes“) verabschiedet. Die völkerrechtliche Zustimmungserklärung, mit der die vertraglichen Bestimmungen verbindlich werden, erfolgt durch Ratifikation durch den Bundespräsidenten. Danach werden die Ratifikationsurkunden der vertragschließenden Staaten ausgetauscht beziehungsweise bei einem internationalen Depositar hinterlegt.
Im Gegensatz zum Abschluss eines völkerrechtlichen Vertrags ist die Kündigung eines solchen von Art. 59 Abs. 2 Satz 1 GG nicht erfasst. Seit Bestehen der Bundesrepublik ist es angewandte Praxis, dass die Regierung völkerrechtliche Verträge ohne Beteiligung des Bundestags kündigt.

#### Einphasiges Verfahren
Das einphasige Vertragsabschlussverfahren, das sich wie das mehrphasige nach der Verfassung richtet, kennzeichnet sich dadurch, dass kein innerstaatliches Verfahren notwendig ist. Der Vertrag erlangt mit seiner Unterzeichnung durch die Vertragsparteien unmittelbar Wirksamkeit.

### Schweiz
Mit einem völkerrechtlichen Vertrag, der auch als Staatsvertrag (Traité international/Accordo internazionale bzw. Trattato/Treaty) bezeichnet wird, schließt die Schweiz mit anderen völkerrechtlichen Subjekten (ausländischen Staaten, supranationalen Gemeinschaften, internationalen Organisationen) eine Vereinbarung ab. Damit drücken die Vertragspartner den übereinstimmenden Willen aus, bestimmte Verpflichtungen einzuhalten oder auf entsprechende Rechte zu verzichten. Zu unterscheiden ist zwischen bilateralen Verträgen zwischen zwei Vertragsparteien und multilateralen Verträgen (auch Kollektivverträge), an denen mehr als zwei Parteien beteiligt sind, insbesondere im Rahmen von internationalen Organisationen.
In der Schweiz hat der Bundesrat (Bundesregierung der Schweiz) umfassende Kompetenzen im Bereich der völkerrechtlichen Verträge; diese werden ihm von Verfassungs wegen eingeräumt. Er darf jedoch nicht eigenmächtig agieren, sondern ist grundsätzlich auf die Genehmigung der Bundesversammlung, des schweizerischen Parlaments, angewiesen. Diese Genehmigung ist sowohl bei der Ratifikation als auch der Kündigung eines völkerrechtlichen Vertrags notwendig. Bei den genehmigungsbedürftigen Verträgen besteht noch die Möglichkeit des Referendums für den Souverän. Je nachdem, welche Auswirkungen der völkerrechtliche Vertrag hat, ist dieses Referendum fakultativ (Art. 141 BV) – das heißt, es muss ergriffen werden und es bedarf nur des Volksmehrs – oder es ist obligatorisch (Art. 140 BV) – das heißt, es wird von Amtes wegen eingeleitet und bedarf des doppelten Mehrs.
Wenngleich ein Großteil der völkerrechtlichen Verträge auf Bundesebene abgeschlossen wird, räumt die Bundesverfassung ebenso den Kantonen das Recht ein, eigene Verträge abzuschließen.

## Trivia
Der Vertrag mit der höchsten geografischen Bindungswirkung ist das Wiener Übereinkommen zum Schutz der Ozonschicht vom 22. März 1985 mit 197 Vertragsstaaten.